# Mesentea, Alba
Mesentea (în maghiară Kismindszent, colocvial Mindszent, în germană Allerheiligen, în traducere „Toți Sfinții”) este un sat în comuna Galda de Jos din județul Alba, Transilvania, România.

## Secvențe istorice
Se menționează că preotul ortodox al comunității românești în zilele fierbinți ale revoluției de la 1848 pe nume Pop Vasile i-a ajutat pe revoluționari. A fost prins de honvezi și dus la Aiud unde, în piața mare, un soldat a încercat să-i taie capul cu o singură lovitură de sabie. Lovit fiind, a căzut jos și nimeni nu s-a mai îngrijit, crezându-l mort. Peste o vreme și-a revenit, s-a oblojit singur, iar în final a ajuns la el acasă, în Mesentea, unde a mai trăit până în anul 1859. Simțindu-și moartea aproape a dispus să i se facă o cruce de piatră pe spatele căreia s-a scris "În al pământului sân/Zace leul cel bătrân". Povestirea i-a fost relatată unui reporter al ziarului "Bunul econom" din Orăștie, în anul 1900, când crucea de mormânt mai era vizibilă, de preotul din acea vreme, pe nume V. Oțoiu.

## Obiectiv memorial
Monumentul Eroilor. Troița, din lemn de stejar, înaltă de 3 m, a fost înălțată în anul 1938, pentru cinstirea memoriei eroilor români din Războiul de Independență și din Primul Război Mondial. Pe o placă metalică de pe fațada troiței se află un înscris comemorativ: „1878-1918. În amintirea eroilor din Mesentea, morți pentru patrie.“ 

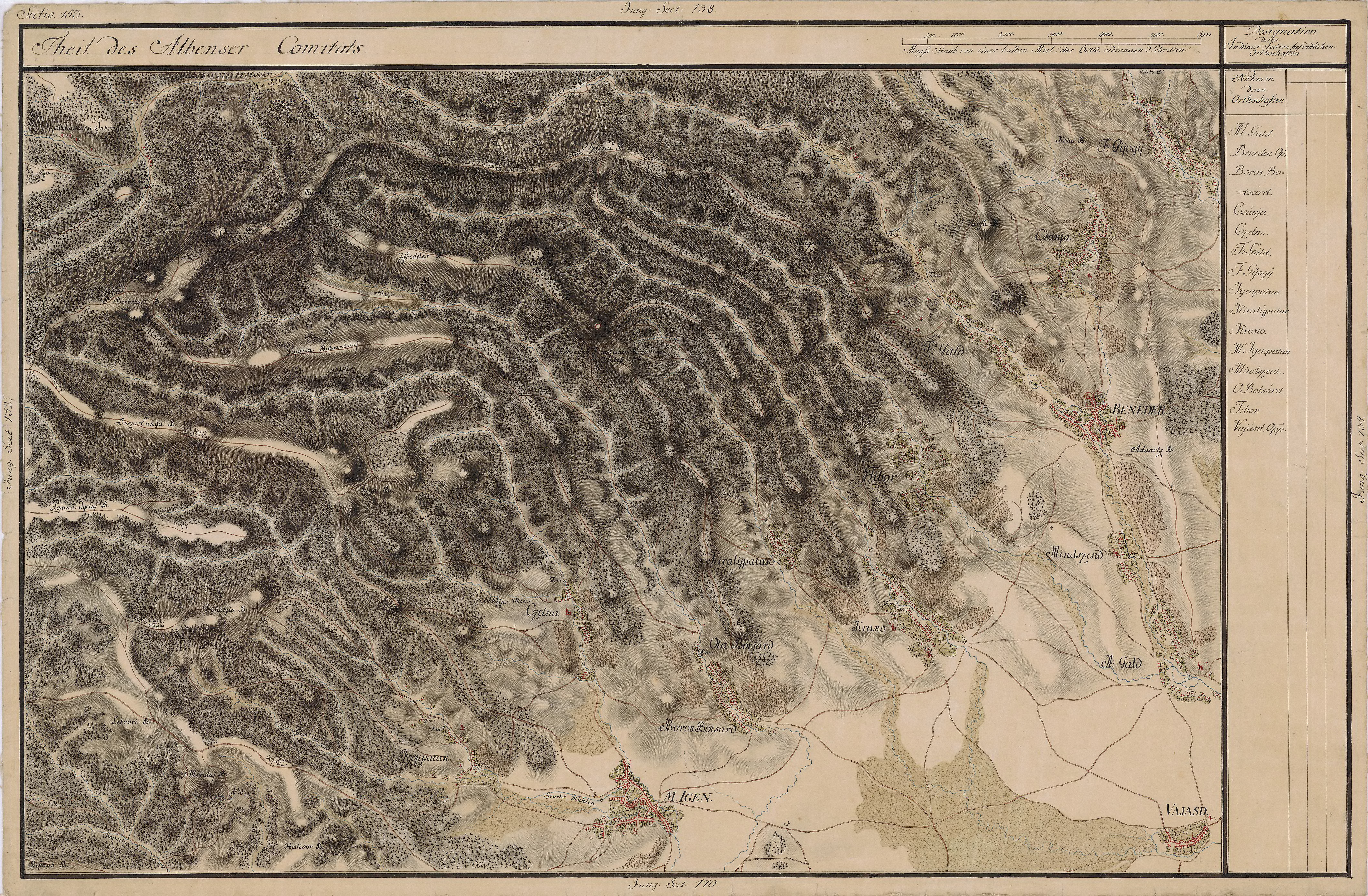
Mesentea pe Harta Iosefină a Transilvaniei, 1769-73

## Legături externe
- Biserica Mesentea, 13 iunie 2012, CrestinOrtodox.